# Xã Woonsocket, Quận Sanborn, Nam Dakota
Xã Woonsocket (tiếng Anh: Woonsocket Township) là một xã thuộc quận Sanborn, tiểu bang Nam Dakota, Hoa Kỳ. Năm 2010, dân số của xã này là 149 người.